# Parrillas
Parrillas es un municipio y localidad española de la provincia de Toledo, en la comunidad autónoma de Castilla-La Mancha. El término municipal tiene una población de 351 habitantes (INE 2024).

## Toponimia
Jiménez de Gregorio vincula la etimología al ganado, como derivado del latín parricus, cercado para guardar ganado. Según el Ayuntamiento, el término Parrillas deriva del diminutivo de parras.

## Geografía
Ubicación
La localidad está situada a una altitud de 399 m sobre el nivel del mar. El municipio forma la comarca de la Campana de Oropesa junto con los municipios de Lagartera, Herreruela de Oropesa, Caleruela, La Calzada de Oropesa, Alcañizo, Torralba de Oropesa, Las Ventas de San Julián y Navalcán. El municipio limita con los de Navalcán, Oropesa y Velada, de la provincia de Toledo y con el de Arenas de San Pedro, de la provincia de Ávila.
| Noroeste: Navalcán | Norte: Arenas de San Pedro                                       | Noreste: Arenas de San Pedro |
| Oeste: Navalcán    | Extensión del término municipal dentro de la provincia de Toledo | Este: Velada                 |
| Suroeste: Oropesa  | Sur: Velada                                                      | Sureste: Velada              |

## Historia

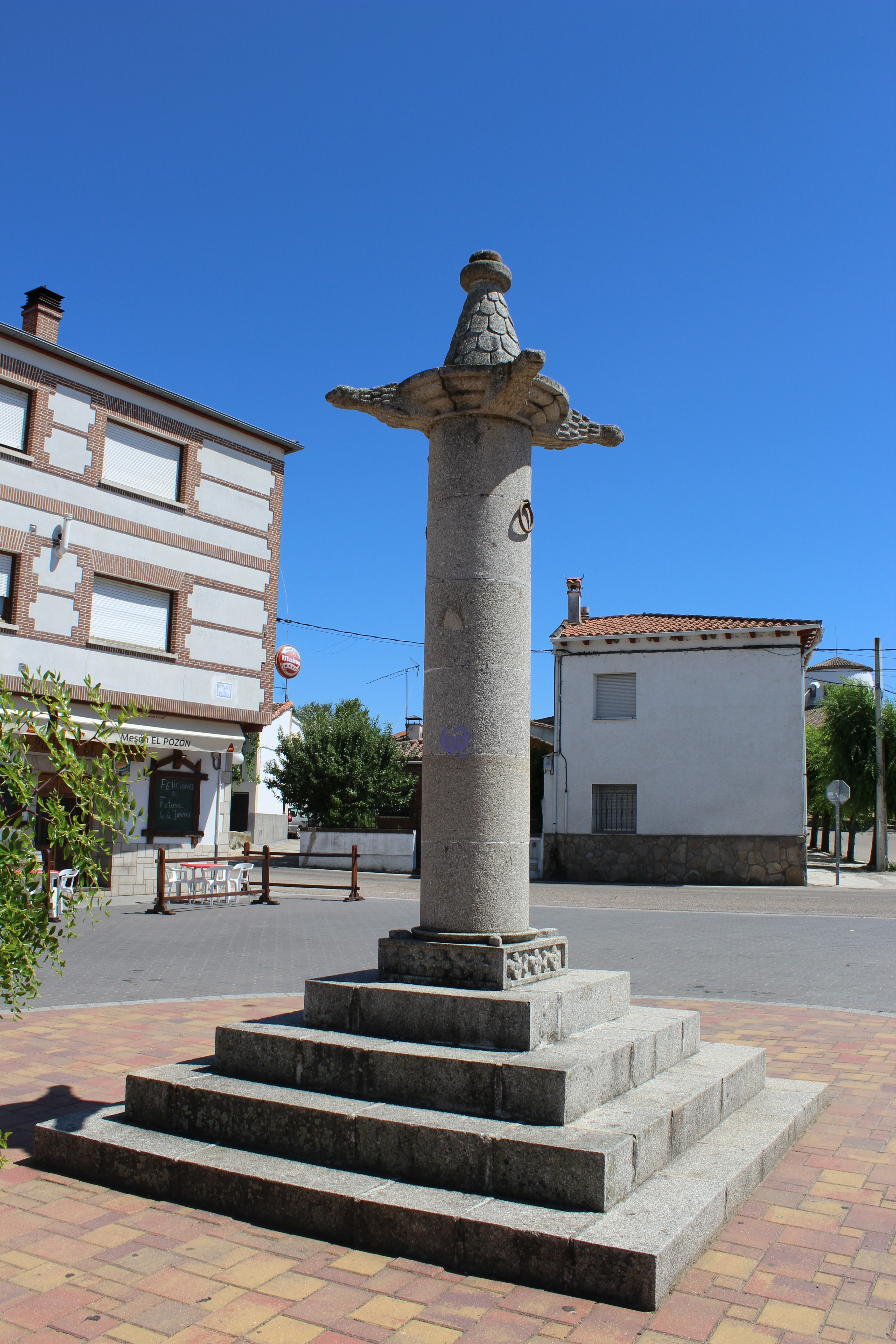
Rollo de Parrillas

Parrillas perteneció al señorío de Oropesa hasta 1642, cuando, al aumentar su población se le otorgó el privilegio de villa, aunque sin eximirse de la jurisdicción señorial.
Hacia mediados del siglo XIX, el lugar tenía contabilizada una población de 654 habitantes. La localidad aparece descrita en el decimosegundo volumen del Diccionario geográfico-estadístico-histórico de España y sus posesiones de Ultramar de Pascual Madoz de la siguiente manera:

PARRILLAS: v. con ayunt. en la prov. de Toledo (16 leg.), part. jud. de Talavera de la Reina (4), aud. terr. de Madrid (24), dióc. de Avila (14), c. g. de Castilla la Nueva: sit. en escalones mirando al S.; la dominan pequeños cerros por N. y O.; es de clima templado en el invierno, pero escesivamente caloroso en verano; reinan los vientos E. y O. y se padecen intermitentes. Tiene 150 casas, la del ayunt., cárcel, posada, escuela dotada con 1,100 rs. de los fondos públicos, á la que asisten 60 niños de ambos sexos; igl. parr. (Ntra. Sra. de la Luz), con curato de entrada de provision ordinaria, de la que fue anejo el l. (hoy desp.) de Guadiervás-altas; en los afueras al S. una ermita destruida con el titulo de Ntra. Sra. de la Fuente Santa, y al E. el cementerio; se surte de aguas de pozos, delgadas y buenas: Confina el térm. por N. con Arenas de San Pedro (Avila). E. y S. Velada; O. Navalcan, entendiéndose 2 leg de N. á S. 1/2 de E. á O. y comprende 1 deh. de pasto de 700 fan. de cabida, los montes de Navalayerba, Dehesa-vieja, la Vega, los Rollones, la Fresneda y Cordel de las Merinas, poblados todos de encinas, retamas y jaras, varios prados naturales y una cantera de piedra. Le bañan el r. Tietar, que deslinda el térm. con la prov. de Avila; el Guadiervás, con el térm. de Velada, y otros arroyos insignificantes, de los cuales el llamado de la Casa toca á las mismas calles. El terreno es de secano: los caminos vecinales y de herradura: el correo se recibe en Oropesa, por baligero, dos veces á la semana. prod.: centeno, trigo y poca cebada; se mantiene ganado de cerda, lanar, cabrio, y se cria caza menuda, y pesca de barbos y anguilas. ind. y comercio: 1 molino harinero y otro de aceite. polb.: 148 vec., 654 alm. cap. prod.: 562,746 rs. imp.: 15,618. contr.: segun el cálculo oficial de la prov., 74'48 por 100. presupuesto municipal: 12,682, del que se pagan 2,750 al secretario por su dotacion, y se cubre con 15,191 por ingresos de los bienes de propios, que consisten en el fruto de bellota y yerbas, quedando un sobrante de 2,509 rs.
(Madoz, 1849, p. 706)

## Demografía
Cuenta con una población de 351 habitantes (INE 2024).
| Gráfica de evolución demográfica de Parrillas entre 1842 y 2021                                                       |
| |
| Población de derecho según los censos de población del INE. Población de hecho según los censos de población del INE. |

## Símbolos
El escudo heráldico que representa al municipio fue aprobado de manera oficial el 29 de octubre de 1985. Se blasonó entonces de la siguiente manera:

Escudo cortado y medio partido; 1.º, ocho puntos de azur equipolados a siete de plata (que es Toledo); 2.º, de plata, encina arrancada de sinople; 3.º, de oro, hoja de parra, de sinople. Al timbre, corona real cerrada.
Diario Oficial de Castilla-La Mancha n.º 44 de 5 de noviembre de 1985

La creación del blasón municipal fue encomendada por pleno del Ayuntamiento de 6 de mayo de 1982 a los heraldistas e historiadores José Luis Ruz Márquez y Buenaventura Leblic García, quienes lo propusieron con tres cuarteles: los jaqueles de los Toledo, linaje de los condes de Oropesa, a cuya familia perteneció Parrillas, primero como aldea y luego como villa en 1642: la encina en recuerdo del monte que hizo posible su antigua prosperidad ganadera; y la hoja de parra en alusión al topónimo, tomado del cultivo de la vid al que primitivamente fue dedicado su campo fértil. Fue aprobado por la Real Academia de la Historia en junta de 22 de junio de 1983. En 2017 se inicia una modificación que terminó con la publicación de esta en el DOCM de fecha 23 de abril de 2018 junto a la aprobación de una bandera oficial.

Escudo partido. Primero, de oro, una encina arrancada de sinople. Segundo, jaquelado de quince piezas de azur y plata. Entado en punta de plata, con una hoja de parra de sinople. Timbrado de corona real cerrada.
Diario Oficial de Castilla-La Mancha n.º 78 de 23 de abril de 2018

La descripción aprobada de la bandera ese mismo día fue:

Paño rectangular cuya longitud es una vez y media su altura. Dividida en cruz en cuatro partes de igual tamaño, la superior al asta y la inferior al batiente azules y las otras dos blancas, y en el centro el escudo heráldico de Parrillas.
Diario Oficial de Castilla-La Mancha n.º 78 de 23 de abril de 2018

## Administración
| Periodo   | Nombre                          | Partido |
| --------- | ------------------------------- | ------- |
| 1979-1983 | Modesto Jiménez Vadillo         | UCD     |
| 1983-1987 | Modesto Jiménez Vadillo         | PSOE    |

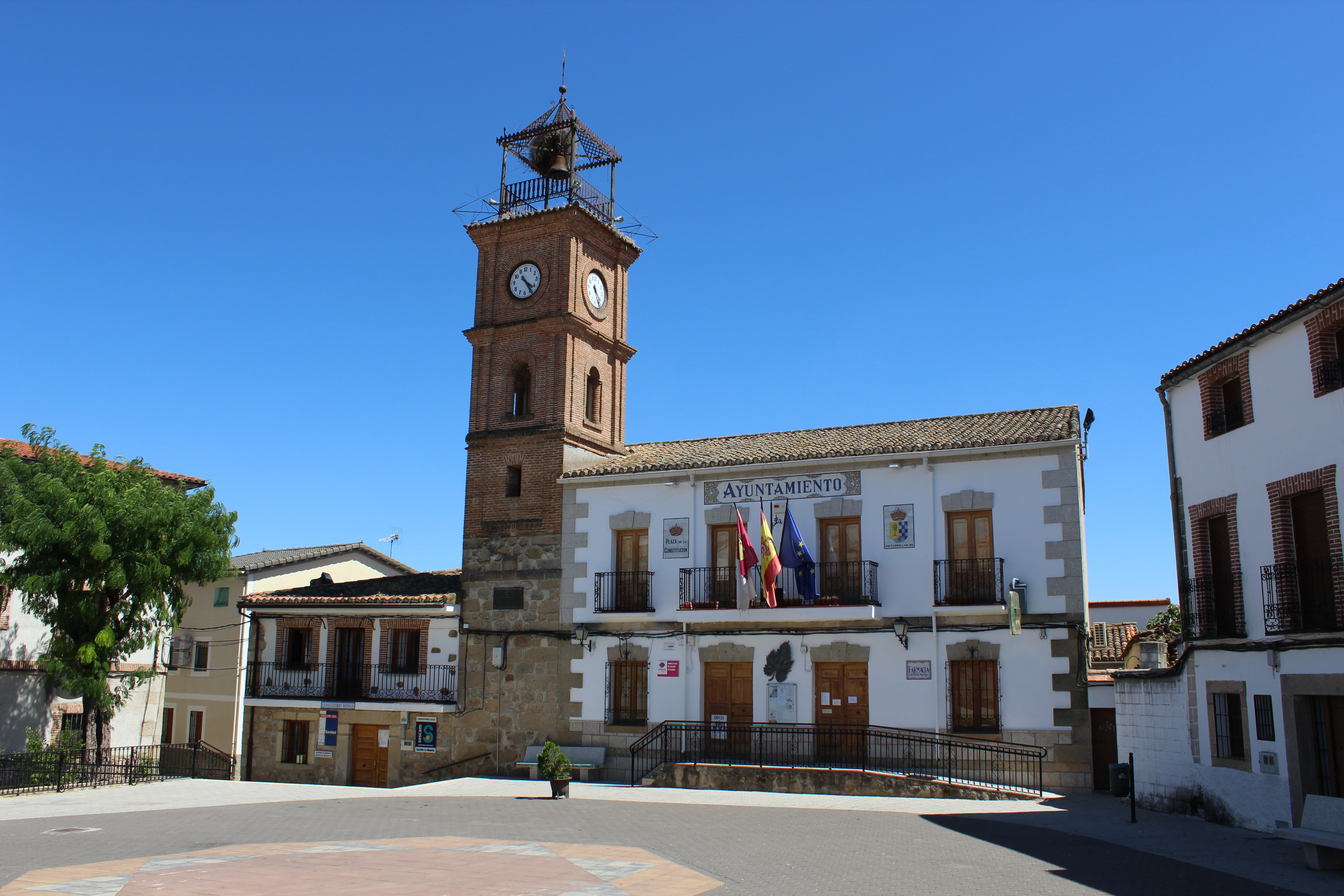
Casas del Ayuntamiento en la plaza de la Constitución.

| 1987-1991 | María Estrella Rubio Díaz       | PP      |
| 1991-1995 | María Estrella Rubio Díaz       | PP      |
| 1995-1999 | María Estrella Rubio Díaz       | PP      |
| 1999-2003 | Julián Fernández García         | PSOE    |
| 2003-2007 | Julián Fernández García         | PSOE    |
| 2007-2011 | Julián Fernández García         | PSOE    |
| 2011-2015 | Julián Fernández García         | PSOE    |
| 2015-2019 | María del Carmen Alfageme Gómez | PSOE    |
| 2019-2023 | Julián Lozano Gómez             | PP      |
| 2023-act. | Julián Lozano Gómez             | PP      |

## Patrimonio

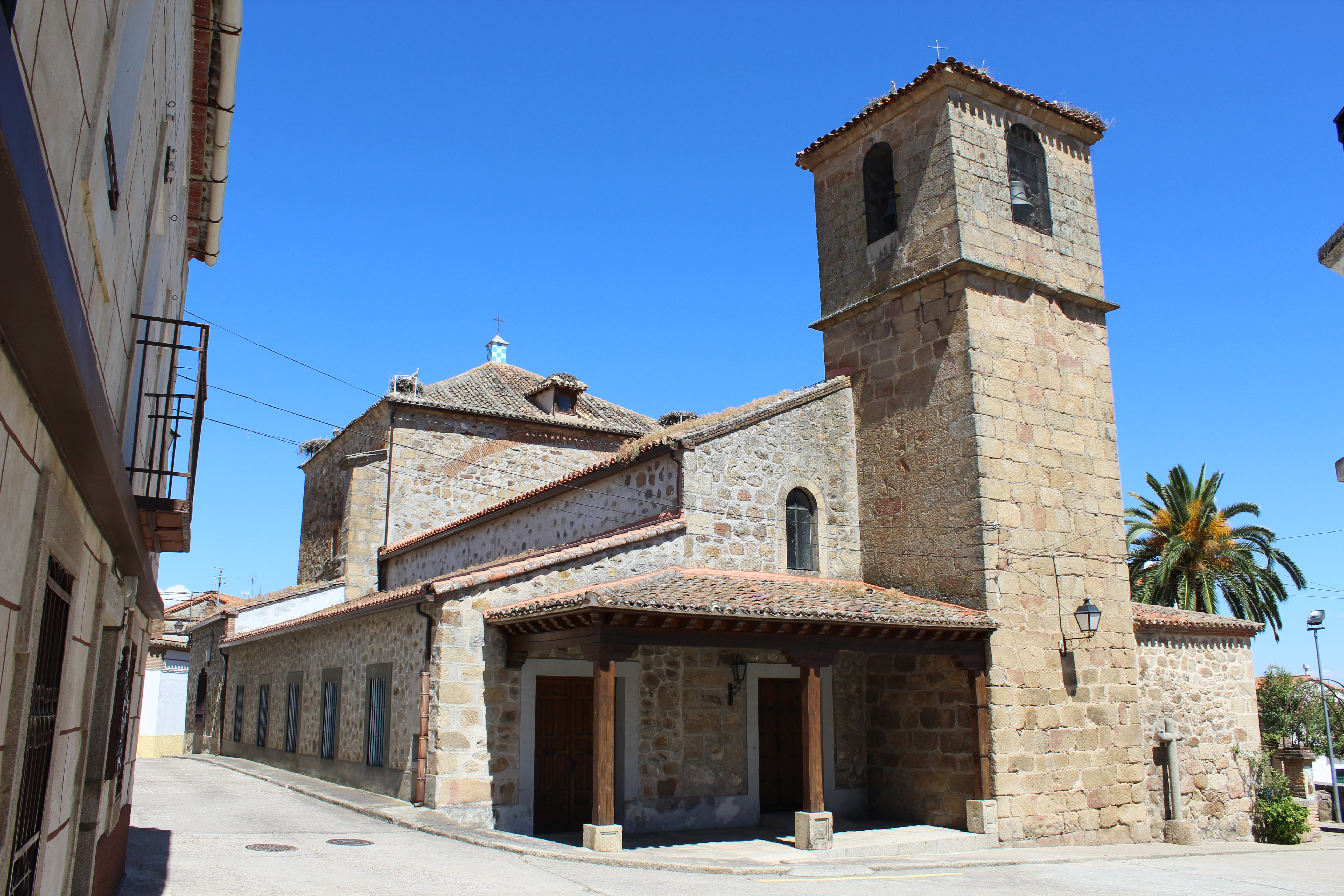
Parroquia de Nuestra Señora de la Luz

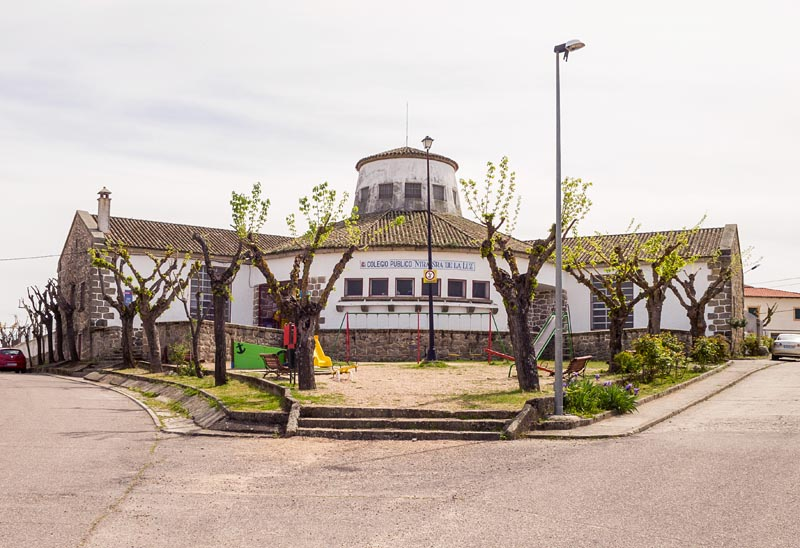
Colegio público Nuestra Señora de la Luz

- Ermita de la Fuente Santa.[5]
- Iglesia Nuestra Señora de la Luz.[5]
- Rollo de ajusticiar.

## Fiestas
- 20 de enero: San Sebastián.
- 2 de febrero: las Candelas.
- 1 de mayo: romería a la ermita de la Fuente Santa.
- Primer fin de semana de agosto: Cristo del Olvido.
- 14 de septiembre: Cristo del Olvido (fecha original).
- 24 de diciembre: la Lumbre de los Quintos y Gran Zambombada.